# أدولفو دومينغيز
أدولفو دومينغيز (بالإسبانية: Adolfo Domínguez) هو شخصية أعمال ورائد أعمال ومصمم أزياء إسباني، ولد في 14 مايو 1950 في بويبلا دي تريفيس في إسبانيا.